# Polyrhachis contemta
Polyrhachis contemta é uma espécie de formiga do gênero Polyrhachis, pertencente à subfamília Formicinae.